# Gutshaus Lichterfelde

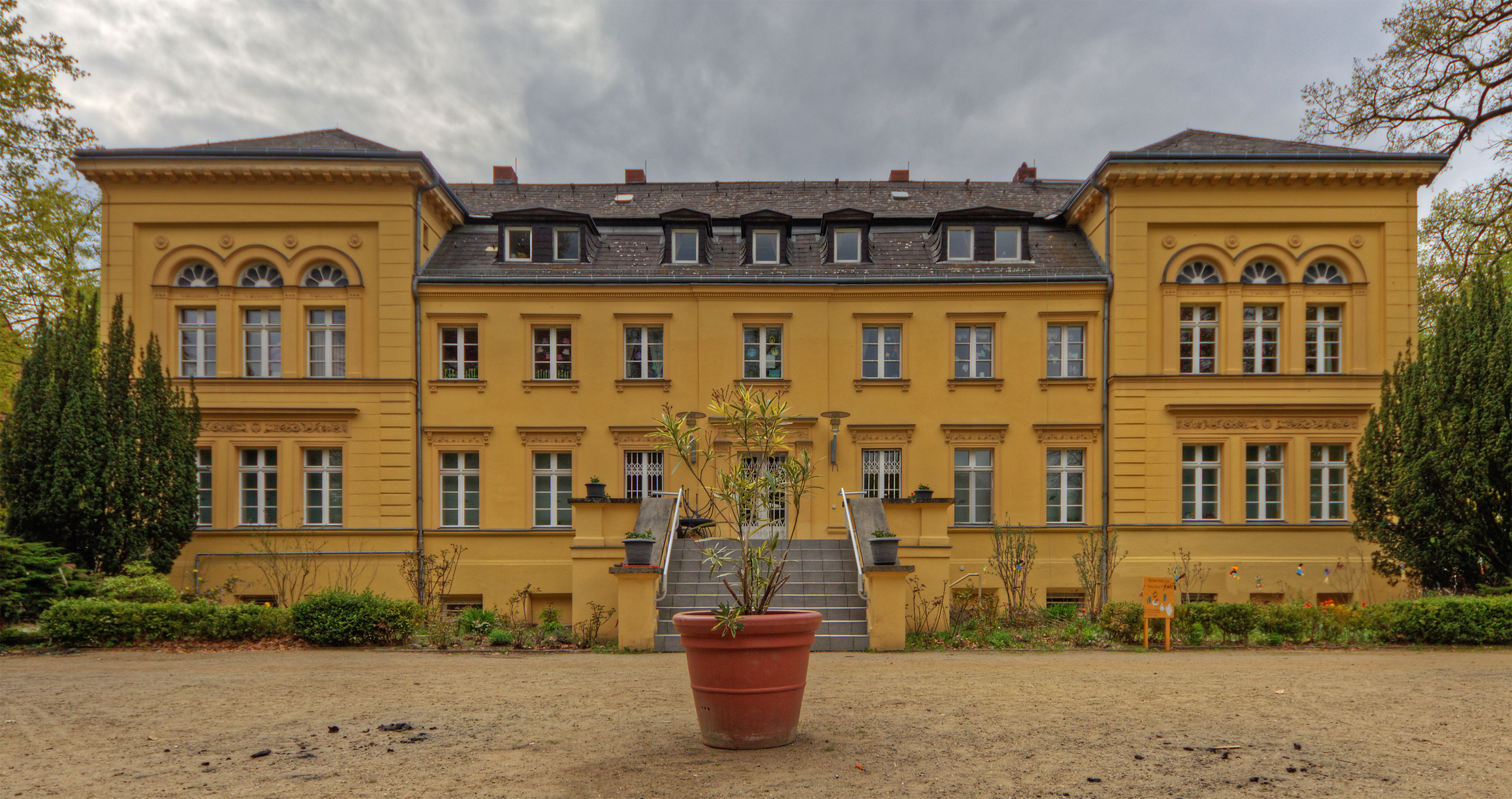
Gutshaus Lichterfelde, auch
Carstenn-Schlösschen genannt

Das Gutshaus Lichterfelde, auch als Carstenn-Schlösschen bekannt, ist ein im klassizistischen Stil erbautes Landhaus im Berliner Ortsteil Lichterfelde des Bezirks Steglitz-Zehlendorf. Es liegt in einem zum Gutshaus gehörenden öffentlichen Park, der aus dem früheren Gutspark entstand und als Schlosspark Lichterfelde bekannt ist.

## Lage
Das Gebäude befindet sich am Hindenburgdamm. Der das Schloss umgebende Schlosspark Lichterfelde grenzt im Norden an den Benjamin-Franklin-Campus der Berliner Charité, im Osten an den Teltowkanal und im Süden an die Krahmerstraße.

## Geschichte und Namensgebung

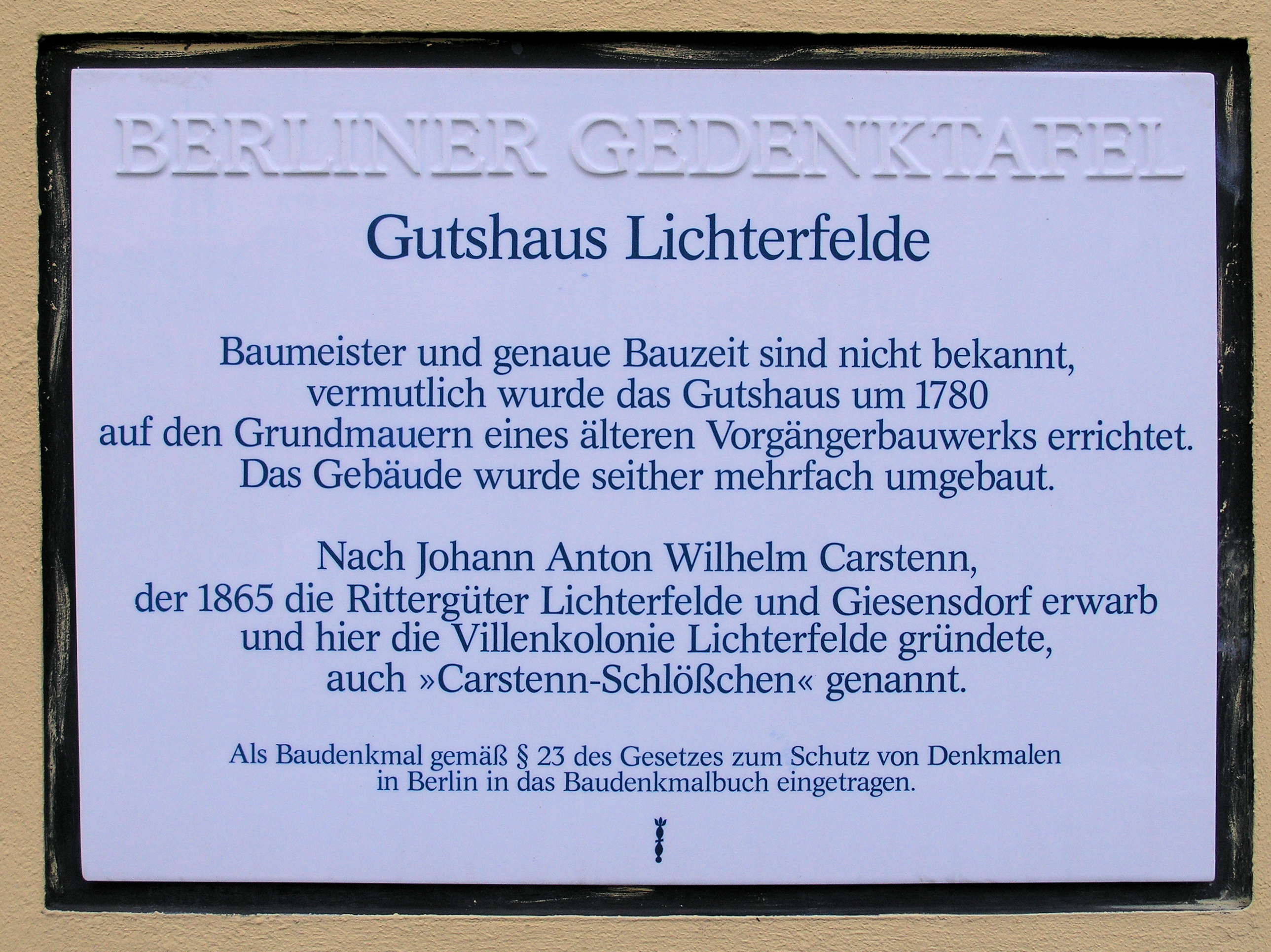
Berliner Gedenktafel am Gutshaus Lichterfelde

Im Jahr 1289 tauchte urkundlich ein Arnoldus de Lichterfeld auf; 1316 wurde Lichtervelde als Dorf genannt. Um 1375 wurden die von Britzkes als Inhaber diverser Rechte (Abgaben, Gerichtsbarkeit) erwähnt; ihr Einfluss endete 1692. Seitdem wechselte die Herrschaft über das Rittergut Lichterfelde mehrfach innerhalb kurzer Zeit, so um 1700 an Daniel Ludolf von Danckelman, um 1725/1726 an den preußischen Kriegskommissar Heinrich Cunow, im späteren 18. Jahrhundert die von Bülow, dann Nikolaus von Béguelin.
Das Gutshaus in seiner jetzigen Grundform wurde wahrscheinlich 1780 auf einem älteren Vorgängerbau errichtet. Weder der Baumeister noch seine ursprüngliche Verwendung sind bekannt.
Nach mehrfachen Umbauten zog schließlich der Großgrundbesitzer Johann Anton Wilhelm von Carstenn in das Gutshaus ein. 1865 hatte er unter anderem das Gut Lichterfelde erworben, um dort eine Villenkolonie zu gründen. Nach ihm wird das Gutshaus auch heute noch als Carstenn-Schlösschen bezeichnet.
Nach Ende des Zweiten Weltkriegs 1945 wurde das Gutshaus zunächst von amerikanischen Soldaten mit dem Zweck der Gründung eines Nachbarschaftsheims übernommen. 1948 wurde das Gebäude vom neu gegründeten Nachbarschaftsheim Steglitz e. V. für soziale Zwecke gemietet. Mit Beginn der 1970er Jahre wurde das gesamte Gebäude vom Verein genutzt. 1982 wurde die Einrichtung umstrukturiert und eine Kindertagesstätte sowie ein Schülerhort angeschlossen. Nachdem der Verein 1999 Insolvenz anmeldete, übernahm das Stadtteilzentrum Steglitz e. V. das Gebäude. Heute werden dort unter anderem soziale Beratung, Kulturveranstaltungen und Kurse zu verschiedenen Themen angeboten. Das Gebäude steht unter Denkmalschutz und gehört zu den Kulturdenkmälern in Lichterfelde.

## Schlosspark

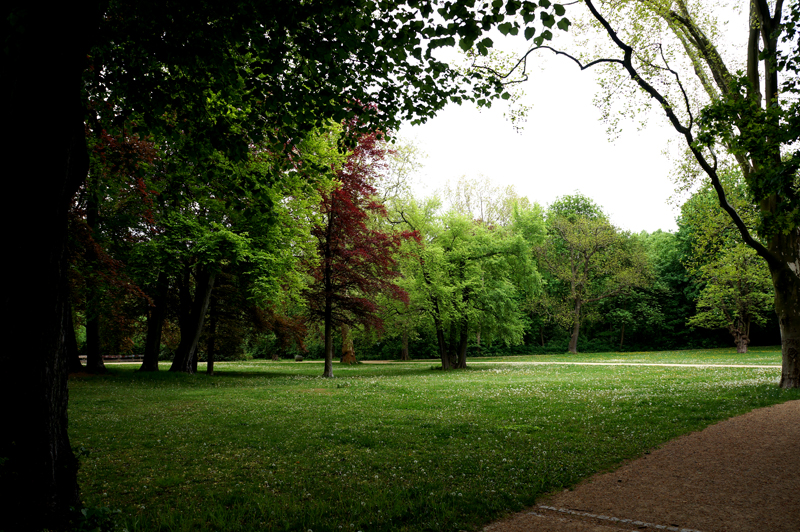
Blick in den Park

Der zum Gutshaus Lichterfelde gehörende Schlosspark erstreckt sich mit 5,7 Hektar (ohne Naturschutzgebiet) vom Hindenburgdamm bis zum Teltowkanal. Ein Teil des Schlossparks Lichterfelde umfasst ein eingezäuntes Naturschutzgebiet, das NSG Schlosspark Lichterfelde mit einer Größe von 2,6 Hektar. Es ist ein Restgebiet des ursprünglichen Bäketals, das seit dem 3. März 1923 (offizielle Verordnung am 19. August 1986) unter Naturschutz steht und damit das älteste Berliner Naturschutzgebiet ist. Hier haben unter anderem holzbewohnende Insekten und verschiedene Vogelarten wie Spechte, Nachtigallen, Rotkehlchen und Zaunkönige eine Heimstatt gefunden. Carstenn ließ den Park 1867 neu anlegen. Im Jahr 1950 erfuhr die Grünanlage eine größere Umgestaltung.
Der Schlosspark ist mit öffentlichen Verkehrsmittel gut zu erreichen, z. B. mit der Buslinie M85.
Der waldähnliche Teil des Parks ist als eingezäuntes Naturschutzgebiet nicht zugänglich. Für den Schlosspark Lichterfelde wurde im Oktober 2013 ein Baumkataster mit den Grunddaten erfasst. Baumgattung und Stammumfang sind für 295 Bäume ermittelt. Diese Bäume befinden sich alle in dem öffentlich zugänglichen Teil des Parks. Die Parkbäume sind teilweise über 140 Jahre alt.